# Varilhes
Varilhes település Franciaországban, Ariège megyében. Lakosainak száma 3491 fő (2022. január 1.). Varilhes Coussa, Crampagna, Rieux-de-Pelleport, Saint-Félix-de-Rieutord, Saint-Jean-de-Verges, Saint-Jean-du-Falga, Verniolle, Dalou és Benagues községekkel határos.

## Népesség
A település népessége az elmúlt években az alábbi módon változott:
| Lakosok száma | 1938 | 2007 | 2327 | 2829 | 3293 | 3347 | 3424 | 3495 | 3495 | 3491 |
|               | 1968 | 1982 | 1990 | 2006 | 2013 | 2015 | 2017 | 2019 | 2020 | 2022 |